# John Lozano
John Harold Lozano Prado (Cali, 30 marzo 1972) è un ex calciatore colombiano, di ruolo centrocampista.
È stato incluso nei convocati per la nazionale di calcio colombiana ai mondiali di Stati Uniti 1994 e Francia 1998.

## Carriera

### Club
Nel 1991 debutta in Copa Mustang con l'América de Cali; dopo i mondiali statunitensi si trasferisce in Brasile, al Palmeiras, dove però non debutta mai. Nel 1995 passa ai messicani del Club América, dove con 8 reti in 27 partite si segnala alle squadre europee; viene acquistato dal Real Valladolid, squadra spagnola militante nella Primera División, e vi rimane fino al 2002. Dopo una stagione al Real Maiorca, chiude la carriera al Pachuca.

### Nazionale
Con la nazionale di calcio della Colombia ha giocato 48 volte, disputando due mondiali e svariate Copa América.

## Palmarès

### Club

#### Competizioni nazionali
- Coppa di Spagna: 1

Maiorca: 2002-03